# Kyuss
Kyuss (произносится как ˈkaɪ.əs) — стоунер-рок-группа из Калифорнии, США. Многими признаётся как родоначальник стоунер-рока.

## История

### Katzenjammer и Sons of Kyuss
Группа, образованная в 1987, первоначально носила название Katzenjammer, но вскоре оно поменялось на Sons of Kyuss. Такое название было взято из ролевой игры Dungeons & Dragons. В 1989 был записан одноимённый дебютный EP, который является единственным релизом, на котором присутствует басист Крис Кокрелл. После того, как в 1990 мини-альбом был выпущен, в группу вернулся Ник Оливери, который до этого играл в Katzenjammer на гитаре, чтобы заменить Кокрела, а название было сокращено до Kyuss.

### Kyuss (1991—1995)
Первый состав группы под этим названием выглядел следующим образом: вокалист Джон Гарсия, гитарист Джош Хомме, басист Ник Оливери и барабанщик Брэнт Бьорк. Kyuss дебютировала в сентябре 1991 года с альбомом Wretch, выпущенном на независимом лейбле Dali Records; но продажи шли медленно, даже после их живых выступлений, пользующихся популярностью. Группа давала концерты по всей южной Калифорнии: для её импровизированных выступлений (которые получили название «генераторных»), проводившихся преимущественно на воздухе, были характерны небольшие группки людей, пиво и использования бензиновых генераторов, вырабатывающих электричество для оборудования. Джош Хомме стал известен тем, что играл на электрической гитаре, пропуская звук через басовые усилители для того, чтобы получить «тяжёлый» звук. Многие могли бы посчитать их просто очередной рок-металической группой, если бы не талант Джоша Хомме и его психоделичная манера игры. Гитарист отмечал, что игра в пустыне была «определяющим фактором для группы», говоря также, что «там нет клубов, так что ты можешь играть только бесплатно. Если ты не понравишься людям, они тебе скажут. Ты не можешь провалиться.».
В 1992 Kyuss приступили к записи нового альбома, продюсером которого стал Крис Госс. Он понял группу, и попытался ухватить живой саунд группы в студии. После завершения работы над записью Ник Оливери покинул группу, а заменил его Скотт Ридер. Выпущенный в июне альбом Blues for the Red Sun (название дано в честь пятого эпизода сериала «Космос: персональное путешествие», озаглавленного «Блюз красной планеты» (англ. Blues for a Red Planet)) получил большое количество положительных отзывов и стал поворотным в истории группы. На сегодняшний день он считается одним из первых стоунер-рок-альбомов. В конце 1993 Kyuss отправились в тур по Австралии с Metallica.
В связи с финансовыми проблемами Dali Records был поглощён Elektra Records, и группа оказалась подписана уже на этот лейбл. В связи с этими и ещё некоторыми внезапными изменениями релиз альбома Pools Of Mercury, записанного в 1993, откладывался до 1994 года. После завершения работы Брэнт Бьорк покинул группу, и его заменил Альфредо Эрнандес, который ранее играл вместе с Ридером в Across the River. Наконец-то выпущенная запись, озаглавленная Welcome to Sky Valley, была очередным детищем сотрудничества группы с Крисом Госсом. Альбом продемонстрировал более зрелый психоделический саунд и получил множество позитивных отзывов.
В 1995 вышел четвёртый и последний альбом ...And the Circus Leaves Town, коммерческий успех которого был хуже, чем предыдущего. Спустя 3 месяца после его выхода, то есть в октябре 1995 группа распалась. Весть о распаде группы привлекла больше внимания к последнему альбому.

### После распада
Хомме играл с Screaming Trees, а позже он и Эрнандес воссоединились в созданной ими Queens of the Stone Age. Позже к ним в качестве басиста примкнул Оливери. Гарсия принимал участие в нескольких проектах: Unida, Hermano и Slo Burn. Альфредо позже играл с Fatso Jetson, Orquestra Del Desierto и Yawning Man. Барабанщик Брэнт Бьорк выпустил несколько сольников и основал Brant Bjork and the Bros, в составе которого выступал с Fu Manchu и Mondo Generator, основанного Ником Оливери.
В 1997 вышел совместный сплит, на котором были представлены три песни Kyuss и три Queens of the Stone Age. В 2000 был выпущен сборник лучших песен группы Kyuss Muchas Gracias: The Best of Kyuss, который помимо главных хитов группы включал ранее не выходившие песни.
Слухи среди фанов о воссоединении стали постоянными и настойчивыми. Однако, когда в 2004 Омма спросили о воссоединении Kyuss, он ответил, что был бы не очень рад этому ближайшее будущее. Но уже в декабре 2005 года Гарсия появился на сцене вместе с Queens of the Stone Age в Лос Анджелесе, и вместе они исполнили 3 песни Kyuss: «Thumb», «Hurricane» и «Supa Scoopa and Mighty Scoop».

### Kyuss Lives!
В 2011 году трое бывших членов группы — Гарсия, Оливери и Бьорк — приступили к выступлениям под названием Kyuss Lives! (вместе с гитаристом Бруно Фивери). В марте 2012 года другие бывшие участники Kyuss Хомме и Ридер подали в суд на Гарсию и Бьорка, обвинив последних в нарушении авторского права и обмане потребителей.

## Дискография

### Студийные альбомы
| Дата выхода   | Название                      | Лейбл           | Примечание |
| ------------- | ----------------------------- | --------------- | --- |
| 1990          | Sons of Kyuss                 | Black Highway   | Самостоятельно записанный и выпущенный мини-альбом под именем Sons of Kyuss.                                                                                             |
| 1991          | Wretch                        | Dali Records    | Официальный дебютный альбом группы как Kyuss; первый альбом на Dali Records и с басистом Ником Оливери, хотя в записи также принимал участие первый басист Крис Кокрелл. |
| 30 июня, 1992 | Blues for the Red Sun         | Dali Records    | Последний альбом на Dali Records и с басистом Ником Оливери. |
| 28 июня, 1994 | (Welcome to) Sky Valley       | Elektra Records | Первый альбом на Elektra Records; первый альбом с басистом Скоттом Ридером и последний с барабанщиком Брэнтом Бьорком.                                                   |
| 11 июля 1995  | ...And the Circus Leaves Town | Elektra Records | Последний альбом. |

### Сборники исплиты
| Дата выхода | Название                          | Лейбл             | Примечание                                     |
| ----------- | --------------------------------- | ----------------- | ---------------------------------------------- |
| 1996        | Shine!                            | Bong Load Records | Совместный 7" с Wool, выпущен после распада.   |
| 1997        | Kyuss/Queens of the Stone Age     | Man's Ruin        | Совместный релиз с Queens of the Stone Age.    |
| 2000        | Muchas Gracias: The Best of Kyuss | Man's Ruin        | Сборник лучших и ранее не выпускавшихся песен. |

### Синглы
| Год  | Название                                           | Альбом                        |
| ---- | -------------------------------------------------- | ----------------------------- |
| 1992 | «Thong Song»                                       | Blues for the Red Sun         |
| 1992 | «Green Machine»                                    | Blues for the Red Sun         |
| 1994 | «Demon Cleaner»                                    | (Welcome to) Sky Valley       |
| 1994 | «Gardenia»                                         | (Welcome to) Sky Valley       |
| 1994 | «Part III: Odyssey/Conan Troutman/N.O./Whitewater» | (Welcome to) Sky Valley       |
| 1995 | «One Inch Man»                                     | ...And the Circus Leaves Town |

### Видеоклипы
- Thong Song — 1992
- Green Machine — 1992
- Demon Cleaner — 1994
- Supa Scoopa and Mighty Scoop — 1995
- One Inch Man — 1995

## Участники
- Джош Хомме (гитара)
- Джон Гарсия (вокал)
- Брэнт Бьорк (барабаны)
- Ник Оливери (бас)
- Скотт Ридер (бас)
- Альфредо Эрнандес (барабаны)
- Крис Кокрелл (бас в Sons of Kyuss EP)